# Egberto II de Meissen
Egberto II (en alemán: Ekbert II. von Meißen; h. 1060-m. el 3 de julio del 1090) fue un conde deBrunswick y margrave de Meissen desde 1068 hasta su muerte . 
Era el hijo mayor del margrave Egberto I de la familia brunónida. Aún menor de edad, sucedió a su padre a la muerte de éste el 11 de enero de 1068, en Brunswick y Meissen. Se casó con Oda, hija del conde Otón de Meissen-Orlamünde, cuyas tierras heredó, incluyendo el castillo de Wanderslebener Gleichen.
En 1073, losa sajones, liderados por el duque Magnus y Otón de Nordheim, se rebelaron contra el rey Enrique IV. La insurrección fue aplastada por el duque Bratislao II de Bohemia en la Primera batalla de Langensalza el 9 de junio del 1075. Si Egberto participó o no en la rebelión sajona es algo que no queda claro, con base en las fuentes existentes, pero dado que a pesar de todo se le vio como opositor al rey, fue privado de Meissen, que se le dio a Bratislao. Sin embargo, Egberto expulsó a Bratislao de Meissen al año siguiente y fue condenado. Un condado frisio entonces en posesión suya fue confiscado y entregado al obispo de Utrecht.
Al principio, Egberto apoyó al antirrey Rodolfo de Rheinfeld, pero con el tiempo él y muchos otros nobles sajones retiraron su apoyo y permanecieron neutrales. Después de la muerte de Otón de Nordheim en 1083, Egberto fue el más importante, pero también el más inconsistente, opositor de Enrique IV. En 1085, los dos se reconciliaron por poco tiempo y Egberto recibió a Enrique en Sajonia en julio. En septiembre, el conflicto se reanudó, pero en 1087, Egberto y Enrique hicieron las paces.
Algunas fuentes documentan que después de la muerte del antirrey Germán de Salm, los obispos Hartwig de Magdeburgo y Burcardo de Halberstadt convencieron a Egberto para que se volviese contra el rey y que él mismo pretendiera la corona. Sea cual fuere el caso, Egberto pronto rompió con sus nuevos aliados, probablemente por promesas incumplidas. El sometimiento del obispo Hartwig al rey aisló a Egberto por completo.
En 1088, Egberto fue asediado en su castillo de Gleichen durante cuatro meses por Enrique, pero en la Nochebuena consiguió escapar, durante la confusión de la batalla, con un ejército que había acudido a aliviar el asedio. Fue declarado fuera de la ley y privado de Meissen y sus posesiones frisias por una corte de príncipes en Quedlinburg, y más tarde de nuevo en Ratisbona en el mismo año. Egberto, huido, no derrotado pero aislado, cayó en combate en 1090.
Las posesiones que le quedaban pasaron a su hermana, Gertrudis y su esposo Enrique el Gordo de Frisia, cuya hija Riquilda se casó con Lotario de Suplimburgo, más tarde duque y emperador. Pero Meissen fue entregada por el emperador a otro Enrique, Enrique I de la Marca Sajona Oriental. 